# Mariano Salazar y Alegret
Mariano Salazar y Alegret (Barcelona, 1843-Gijón, 1896) fue un médico y académico español.

## Biografía
Nació el 28 de mayo de 1843 en Barcelona. Miembro numerario de la Real Academia Nacional de Medicina —su sucesor fue Santiago Ramón y Cajal—, fue presidente de la Academia Médico-Quirúrgica Española y médico del Hospital de la Princesa. Salazar y Alegret, editor de Anales de Ciencias Médicas, colaboró en publicaciones periódicas de carácter científico, así como en El Eco de las Aduanas. Falleció en Gijón el 11 de septiembre de 1896.